# Curaçá (kommun)
Curaçá är en kommun i Brasilien.   Den ligger i delstaten Bahia, i den östra delen av landet, 1 200 km nordost om huvudstaden Brasília. Antalet invånare är 32 165.
Följande samhällen finns i Curaçá:
- Curaçá

Omgivningarna runt Curaçá är i huvudsak ett öppet busklandskap. Runt Curaçá är det glesbefolkat, med 8 invånare per kvadratkilometer.